# Maunderminimum

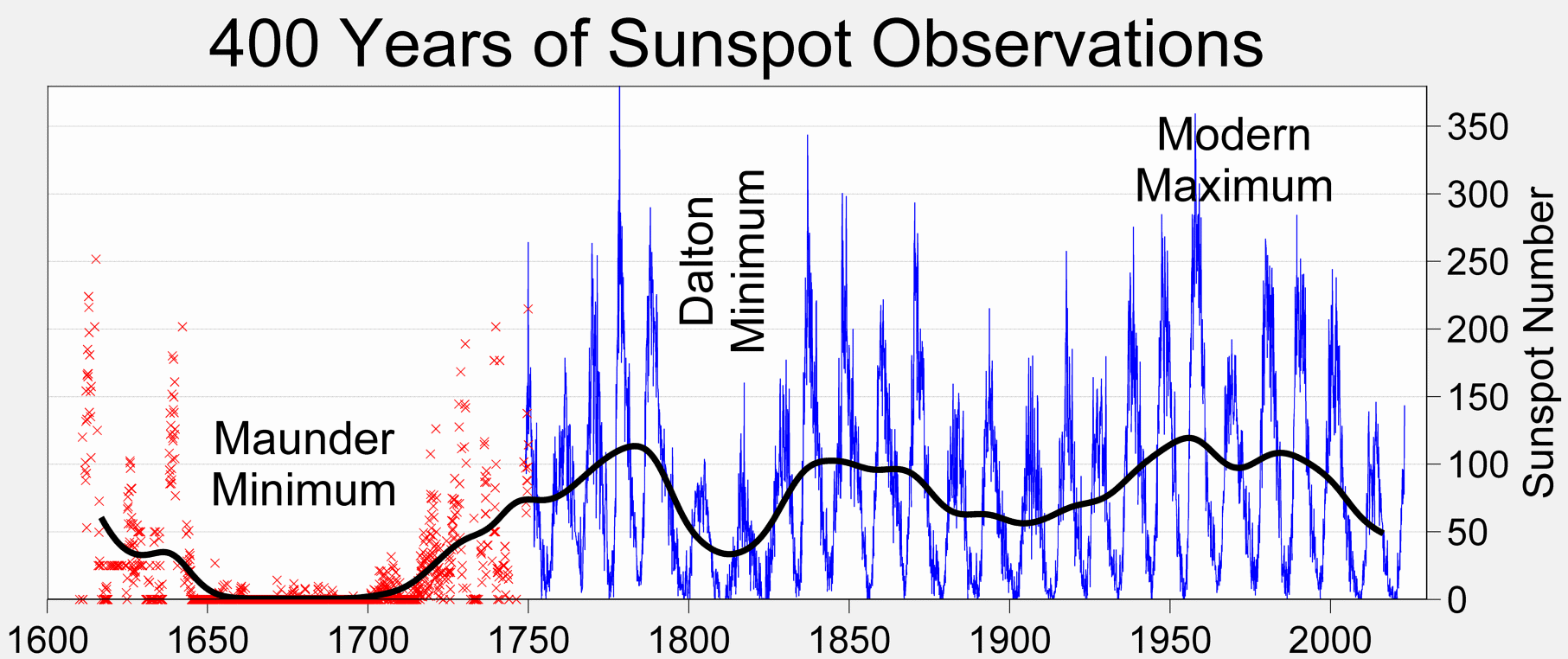
Maunderminimum

Het Maunderminimum is de naam die aan een periode (1645 tot 1715) wordt gegeven, waarin buitengewoon weinig zonnevlekken te zien waren. De periode is vernoemd naar de astronomen Edward en Annie Maunder, die de ontdekking deden toen zij verslagen uit die tijd bestudeerden. In een periode van 30 jaar werden bijvoorbeeld maar 50 zonnevlekken waargenomen, terwijl dat normaal tussen de 40.000 en 50.000 zijn.
Geleerden hebben een sterk vermoeden dat het klimaat op Aarde beïnvloed wordt door het aantal zonnevlekken. Het Maunderminimum dat optrad tussen 1645 en 1715 viel op een van de dieptepunten van de zogenaamde "Kleine IJstijd", zo genoemd omdat in deze periode zeer veel koude winters gerapporteerd werden. De zonnecyclus is onder andere terug te zien in de jaartallen dat de Elfstedentocht verreden is.
Doordat de afgelopen jaren de zonnevlekken tegen de verwachting in uitbleven of minder talrijk waren, raakte het verschijnsel Maunderminimum opnieuw in de belangstelling.